# Kifkif
A Associação de Lésbicas, Gays, Transexuais e Bissexuais de Marrocos (Kifkif) é uma ONG marroquina, estabelecida como uma parceria, organização sem fins lucrativos que leva uma luta pacífica pelos direitos de lésbicas, gays, transexuais e bissexuais.
Kifkif ("igual" em árabe marroquino) é ilegal em Marrocos, mas não em Espanha, onde é gravado a partir de 2008. Na sua constituição é afirmado que a sua acção abrange tanto a Espanha e Marrocos. Enquanto focalização de direitos para gays e lésbicas, a adesão Kifkif é aberto a qualquer pessoa que compartilha de seus valores com base na Declaração Universal dos Direitos Humanos.
A associação tem sido criticado violentamente contra os elementos mais conservadores da sociedade musulmana.